# 哈爾斯滕
哈爾斯滕（英語當地地名與外來地名:Alstan (古諾爾斯語: Hallstein；？—1084年）。斯滕克爾王朝的開創者斯滕克爾之子。瑞典國王（1067年－1070年及與弟弟老英格共治1079年－1084年在位）。

## 生平
1066年，斯滕克爾逝世後，埃里克 (七世)·斯滕克爾松及異教徒埃里克 (八世)兩人同時成為瑞典國王。根據不來梅的亞當的編年史中記載，兩人即位後便於1067年與對方的軍隊戰鬥，兩人皆在該戰役中被殺。根據不來梅的亞當的編年史中記載，兩名埃里克去世後，由斯滕克爾之子哈爾斯滕成為國王，但是不久便被廢黜。紅色哈康便開始出任約塔蘭國王。1075年，斯韋阿蘭國王阿農德·戈爾德斯克遭廢黜並放逐，紅色哈康亦兼任斯韋阿蘭國王。1079年，紅色哈康逝世，哈爾斯滕便與他的弟弟老英格共同統治瑞典。1084年，哈爾斯滕逝世，老英格獨自統治瑞典。根據西約塔蘭法的記載，哈爾斯滕為人有禮貌和開朗，每當有案件提交給他，他必定公平地判斷，這就是瑞典國民為他的死亡哀悼的原因 。